# 陳夢吉傳奇
《陳夢吉傳奇》（英文：The Witty Attorney）是亞視1999年播出的電視劇，由張衛健、吳孟達、張茜、李穎、黃一飛領銜主演，是描述清朝道光年間一代狀王方唐鏡與一代橋王陳夢吉在公堂上如何鬥智鬥力的故事。此劇也是張衛健與張茜締結姻緣之作。

## 收視率
亞視黃金時段收視到上週難敵《創世紀》風頭，當中除了《真命小和尚》繼續保持15點，近94萬觀眾外，何家勁主演的《馬永貞》之《爭霸上海灘》收視只有10點，而張衛健的《陳夢吉傳奇》更加全面告急，流失觀眾高達近38萬。

## 演員表

### 主要演員
- 張衛健 飾 陳夢吉
- 吳孟達 飾 方唐鏡
- 張茜 飾 柳媚
- 李穎 飾 楊瑪莉
- 黃一飛 飾 武公公

### 其他演員
- 鄭瑞曉 飾 劉華東
- 潘潔 飾 蔡玉華
- 卓凡 飾 鰲威